# Noël Roquevert
Noël Roquevert, pseudoniem van Noël Louis Raymond Bénévent, (Doué-la-Fontaine, 18 december 1892 - Douarnenez, 6 november 1973) was een Frans acteur. Hij bouwde een heel drukke carrière uit (ongeveer 180 lange speelfilms). Hij was, net zoals Marcel Dalio, Julien Carette, Robert Le Vigan, Robert Dalban en Raymond Bussières, een van de meest vertrouwde en kenmerkende gezichten uit de Franse films van de periode 1935-1965.

## Leven en werk
Noël Roquevert werd geboren als de zoon van rondtrekkende acteurs waardoor hij al op prille leeftijd vertrouwd raakte met de spektakelwereld. Tijdens de oorlog was hij infanterist, hij werd twee keer verwond en kreeg de Croix de guerre voor moedig gedrag.
Na de oorlog ging hij naar Douarnenez waar zijn ouders ondertussen een bioscoop uitbaatten. Hij ontmoette er op een dag de dichter en toneeldirecteur Jacques Richepin en zijn vrouw, de actrice en toneeldirectrice Cora Laparcerie. Zij raadden hem aan naar Parijs te trekken. Dankzij Laparcerie debuteerde Roquevert als toneelacteur in 1920 in Parijs in Mon homme van Francis Carco. Het toneelstuk was erg succesrijk en betekende het startschot voor Roqueverts vruchtbare en lange theatercarrière.
Op het grote scherm maakte Roquevert zijn debuut op zijn veertigste. Hij was te zien in een bijrolletje in het drama Tumultes (1932) van Robert Siodmak, een Duitse cineast die toen al nazi-Duitsland was ontvlucht. In 1934 werd hij gecast als sergeant in het drama Cartouche en als brigadier in het drama Liliom, de enige film die Fritz Lang, ook op de vlucht voor het nationaalsocialisme, in Frankrijk verwezenlijkt heeft. Beide bijrollen vormden voorbodes van zijn typecasting. 

### Voorkomen en acteerstijl
Roquevert had een opvallend langwerpig gezicht met hoekige gelaatstrekken, warrige, borstelige en gefronste wenkbrauwen, een lange neus en een fijne verzorgde snor. Uit zijn diepliggende oogkassen keek hij lichtjes scheel. Met zijn te dicht bij elkaar staande ogen kon hij scherp, doordringend en soms dreigend kijken. 
In zijn talrijke bijrollen vertolkte Roquevert veelal excentrieke personages met een verwaande, hooghartige en autoritaire manier van doen. Tegenpruttelen was zijn tweede aard, hij kwam meestal humeurig, opvliegend en korzelig over. Hij speelde dikwijls simpele, domme, bekrompen en weinig verfijnde personages die verontrustend en ronduit kwaadaardig uit de hoek konden komen. 
Zijn manier van spreken was krachtig, gebiedend en abrupt. Zijn zin voor overdrijving dreef hem soms tot het karikaturale. Als hij de gewone Fransman vertolkte droeg hij meestal een baret.

### Typische rollen
Roquevert was voornamelijk te zien in komedies en al dan niet komische misdaadfilms.
Zijn rollen als militair, van generaal (5) over kolonel (6), commandant (7), kapitein (3) en (marine)officier (2) tot sergeant (3), waren veruit in de meerderheid, samen met zijn vertolkingen van politionele beroepen, van commissaris (10) over politie-inspecteur (4), gendarme(kapitein) (3), brigadier, politieman, veldwachter tot jachtopziener.
Daarnaast gaf hij gestalte aan heel wat vrije beroepen met maatschappelijk aanzien als dokter (4), advocaat (3), advocaat-generaal, notaris (3), directeur (van een school, van een detectivebureau, ...) (4) en industrieel. Hij vertolkte evengoed ministers (2) en burgemeesters (2). 
Hij belichaamde met evenveel gemak de gemiddelde Fransman, of die nu hoteluitbater (2), restaurantuitbater (3), café-uitbater (3), winkelier (kruidenier, juwelier, ijzerhandelaar, ...) (5), conciërge (2), verzekeraar, bewaker of meestergast was. 

### Bekendste bijrollen
- de mankende dokter en oud-koloniaal in de misdaadfilm L'Assassin habite au 21 (1942), het schoolhoofd in Le Corbeau (1943) en de achterdochtige buur in Les Diaboliques (1955), drie klassiek geworden thrillers van Henri-Georges Clouzot.

- voor Jacques Becker: de idiote politie-inspecteur in de misdaadfilm Dernier Atout (1942), diens lange speelfilmdebuut, en de wellustige weinig gewetensvolle kruidenier in de tragikomedie Antoine et Antoinette (1947).

- de uit de hoogte doende commissaris in het drama Les Inconnus dans la maison (1942) en de verdachte in de misdaadfilm Picpus (1943), twee Simenonverfilmingen uit de vroege jaren veertig.

- de gepensioneerde commandant die zich ontpopt tot een dom jurylid in het veel bekroonde Justice est faite (1950), André Cayatte's eerste gerechtsdrama, waarin deze aantoonde dat het rechtssysteem niet onfeilbaar was.

- de brutale opvliegende sergeant die af te rekenen heeft met zijn rivaal en vijand Gérard Philipe in de wervelende mantel- en degenfilm Fanfan la Tulipe, een grote kaskraker in 1952. Deze historische avonturenfilm werd gevolgd door andere mantel- en degenfilms zoals Cadet Rousselle (1954), Cartouche (1962), Les Mystères de Paris (1962) en Merveilleuse Angélique (1965).

- de oud-verzetsstrijder in het drama Marie-Octobre van Julien Duvivier die vijftien jaar na de oorlog samen met andere ex- verzetsleden  uitgenodigd wordt op een diner met de bedoeling de verrader van toen onder hen te ontdekken.

- de gestoorde vuurwerkverkoper in de tragikomedie Un singe en hiver (1962) en de cafébaas-oud-strijder in La Ligne de démarcation (1966), Claude Chabrols Tweede Wereldoorlogsfilm over de Résistance.

- de kolonel in de komische spionagefilm Les Barbouzes (1964).

### Samenwerkingen
Roquevert werd heel dikwijls gecast in films van de bekendste acteurs van zijn tijd zoals Fernandel, Jean Gabin, Jean Marais, Louis de Funès, Bourvil, Jean-Paul Belmondo en Brigitte Bardot (hij is te zien in haar debuut Le Trou normand uit 1952, een komedie die de kassa's deed rinkelen). Vermeldenswaardig zijn de films met Gabin: La Bandera (1934), Archimède le clochard (1959), Un singe en hiver (1962), L'Âge ingrat (1964) en Le Jardinier d'Argenteuil (1966). 
Regisseurs zoals Christian-Jaque, Henri-Georges Clouzot, André Hunebelle, Gilles Grangier, Henri Decoin en André Cayatte alsook minder befaamde cineasten als Robert Vernay, Guy Lefranc, Maurice Labro, Jean Boyer en Michel Boisrond deden regelmatig een beroep op zijn acteerkunst.

### Laatste jaren
In 1965 werd Roquevert het slachtoffer van een infarct waardoor hij zijn drukke filmactiviteit moest terugschroeven.
Hij vertolkte zijn laatste rol in de komedie Le Viager (1972) als de levenslustige patriarch van een begerige familie die ongeduldig wacht op het overlijden van een bejaarde met wie ze de verkoop van zijn woning op (levenslange) lijfrente overeengekomen zijn.

### Privéleven
Roquevert trouwde een eerste keer in 1926 met Blanche Rouillon. Het koppel scheidde na korte tijd. Op toneeltournee leerde hij de actrice Paulette Noiseux kennen, een jonge weduwe. Het paar leefde 45 jaar samen, tot aan haar overlijden in 1971.
Roquevert kwijnde weg van verdriet na dit verlies en overleed eind 1973 op 80-jarige leeftijd aan een hartinfarct.

## Filmografie (selectie)
- 1932 - Tumultes (Robert Siodmak)
- 1934 - Cartouche (Jacques Daroy)
- 1934 - Liliom (Fritz Lang)
- 1935 - La Bandera (Julien Duvivier)
- 1936 - Tarass Boulba (Alexis Granowsky)
- 1936 - La Porte du large (Marcel L'Herbier)
- 1937 - Marthe Richard, au service de la France (Raymond Bernard)
- 1938 - Barnabé (Alexandre Esway)
- 1938 - Entrée des artistes (Marc Allégret)
- 1939 - Les Otages (Raymond Bernard)
- 1940 - Les Musiciens du ciel (Georges Lacombe)
- 1941 - Parade en sept nuits (Marc Allégret)
- 1942 - Mam'zelle Bonaparte (Maurice Tourneur)
- 1942 - Les Inconnus dans la maison (Henri Decoin)
- 1942 - L'Assassin habite au 21 (Henri-Georges Clouzot)
- 1942 - Le journal tombe à cinq heures (Georges Lacombe)
- 1942 - Le Voile bleu (Jean Stelli)
- 1942 - La Symphonie fantastique (Christian-Jaque)
- 1942 - Le Destin fabuleux de Désirée Clary (Sacha Guitry)
- 1942 - Dernier Atout (Jacques Becker)
- 1943 - Picpus (Richard Pottier)
- 1943 - Pierre et Jean (André Cayatte)
- 1943 - Le Corbeau (Henri-Georges Clouzot)
- 1943 - La Main du diable (Maurice Tourneur)
- 1944 - La Vie de plaisir (Albert Valentin)
- 1946 - Le Dernier Sou (André Cayatte)
- 1946 - La Rose de la mer (Jacques de Baroncelli)
- 1946 - Sérénade aux nuages (André Cayatte)
- 1947 - Histoire de chanter (Gilles Grangier)
- 1947 - Antoine et Antoinette (Jacques Becker)
- 1949 - La Cage aux filles (Maurice Cloche)
- 1949 - Retour à la vie (anthologiefilm, episode Le retour de Jean van Henri-Georges Clouzot)
- 1950 - Justice est faite (André Cayatte)
- 1950 - Méfiez-vous des blondes (André Hunebelle)
- 1950 - Les femmes sont folles (Gilles Grangier)
- 1951 - Ma femme est formidable (André Hunebelle)
- 1951 - Pas de vacances pour Monsieur le Maire (Maurice Labro)
- 1951 - Le Plus Joli Péché du monde (Gilles Grangier)
- 1952 - Rome-Paris-Rome (Signori in carrozza) (Luigi Zampa)
- 1952 - Fanfan la Tulipe (Christian-Jaque)
- 1952 - Le Trou normand (Jean Boyer)
- 1953 - Capitaine Pantoufle (Guy Lefranc)
- 1953 - Le Dortoir des grandes (Henri Decoin)
- 1954 - Le Mouton à cinq pattes (Henri Verneuil)
- 1954 - Nana (Christian-Jaque)
- 1954 - Cadet Rousselle (André Hunebelle)
- 1954 - Madame du Barry (Christian-Jaque)
- 1954 - Le Comte de Monte-Cristo (Robert Vernay)
- 1955 - Le Dossier noir (André Cayatte)
- 1955 - Les Diaboliques (Henri-Georges Clouzot)
- 1955 - Napoléon (Sacha Guitry)
- 1955 - L'Impossible Monsieur Pipelet (André Hunebelle)
- 1956 - La bande à papa (Guy Lefranc)
- 1956 - Club de femmes (Ralph Habib)
- 1957 - Une Parisienne (Michel Boisrond)
- 1958 - La Legge e legge (La loi, c'est la loi) (Christian-Jaque)
- 1959 - Marie-Octobre (Julien Duvivier)
- 1959 - Archimède le clochard (Gilles Grangier)
- 1959 - Faibles femmes (Michel Boisrond)
- 1959 - Babette s'en va-t-en guerre (Christian-Jaque)
- 1959 - Voulez-vous danser avec moi? (Michel Boisrond)
- 1959 - Nathalie, agent secret (Henri Decoin)
- 1960 - Certains l'aiment froide (Jean Bastia)
- 1960 - La Française et l'Amour (anthologiefilm, episode l'Enfance van Henri Decoin)
- 1961 - Le masque de fer (Henri Decoin)
- 1962 - Snobs! (Jean-Pierre Mocky)
- 1962 - L'assassin est dans l'annuaire (Léo Joannon)
- 1962 - Un singe en hiver (Henri Verneuil)
- 1962 - Cartouche (Philippe de Broca)
- 1962 - Le Diable et les Dix Commandements (Julien Duvivier) (anthologiefilm, episode Tu ne déroberas point)
- 1962 - Les Mystères de Paris (André Hunebelle)
- 1963 - Cadavres en vacances (Jacqueline Audry)
- 1963 - Mare matto (La Mer à boire) (Renato Castellani)
- 1963 - L'assassin connaît la musique... (Pierre Chenal)
- 1964 - L'Âge ingrat (Gilles Grangier)
- 1964 - Les Barbouzes (Georges Lautner)
- 1964 - La Chasse à l'homme Edouard Molinaro)
- 1965 - Merveilleuse Angélique (Bernard Borderie)
- 1965 - Le Majordome (Jean Delannoy)
- 1965 - Pas de caviar pour tante Olga (Jean Becker)
- 1966 - Le Jardinier d'Argenteuil (Jean-Paul Le Chanois)
- 1966 - La Ligne de démarcation (Claude Chabrol)
- 1966 - Le Grand Restaurant (Jacques Besnard)
- 1970 - Les Novices (Guy Casaril)
- 1972 - Le Viager (Pierre Tchernia)